# Кассиан (Нотис)
Епи́скоп Кассиа́н (греч. Επίσκοπος Κασσιανός, в миру Васи́лиос Но́тис, греч. Βασίλειος Νότης; род. 1 августа 1978, Бейоглу, Стамбул) — архиерей Константинопольской православной церкви, епископ Арабисский (с 2018), викарий Халкидонской митрополии.

## Биография
Родился 1 августа 1978 году в Бейоглу, районе Стамбула в семье Стефана Нотиса и его супруги Екатерины.
С 1995 по 1998 год обучался в Патмосской богословской школе.
В 2010 году окончил богословский факультет Салоникийского университета.
С августа 2010 по февраль 2011 года проходил военную службу.
9 января 2018 года Священным синодом Константинопольского патриархата был избран для рукоположения в сан епископа Арабисского, викария Халкидонской митрополии.
21 января 2018 года в храме Святой Троицы в Халкидоне был хиротонисан во епископа. Хиротонию совершили: митрополит Халкидонский Афанасий (Папас), митрополит Иконийский Феолипт (Фенерлис), митрополит Прусский Елпидифор (Ламбриниадис), епископ Аликарнасский Адриан (Серьякис) и епископ Эрифрийский Кирилл (Сикис).
15 марта 2020 года назначен игуменом монастыря Святой Троицы на острове Халки вместо епископа Кирилла (Сикиса), назначенного на Имврскую и Тенедскую митрополию. 5 июля того же года состоялась его торжественная интронизация в этом качестве.